# Informační asymetrie
Informační asymetrie se týká přijímání rozhodnutí v případech, kdy jedna strana má více nebo lepší informace než ta druhá. Je to pojem z teorie smluv nebo ekonomie. Tato asymetrie u transakcí porušuje rovnováhu sil, což může někdy způsobit, že transakce budou neefektivní a v nejhorším případě to způsobí až selhání trhu.
Informační asymetrii lze ukázat na situaci, kdy jedna strana je prodávající a druhá kupující. Když má prodávající lepší informace, transakce s větší pravděpodobností proběhne ve prospěch prodávajícího. Například když se prodává ojetý vůz, stav vozu a tedy i jeho tržní hodnotu zná prodávající pravděpodobně mnohem lépe než kupující. Prodávající má tedy informační převahu, kterou může využít.
Naopak při sjednávání vlastního zdravotního pojištění není pojistník (kupující) vždy povinen uvádět úplné údaje o svých zdravotních rizicích. Neposkytnutím těchto informací pojišťovně pojistník zaplatí stejné pojistné jako někdo, kdo bude s mnohem menší pravděpodobností v budoucnu požadovat výplatu plnění.
Informační asymetrie se rozšiřuje i na chování mimo ekonomiku. Z teorie mezinárodních vztahů vyplynulo, že i války mohou být způsobeny asymetrickými informacemi a že „většina velkých válek moderní doby byla výsledkem toho, že si vůdci špatně spočítali své vyhlídky na vítězství“. Mezi národními vůdci existují asymetrické informace, když existují rozdíly v tom, co vědí (neboli čemu věří) o vzájemné výzbroji, kvalitě a taktice vojenského personálu, odhodlání, geografické situaci, politickém klimatu nebo třeba jen o relativní pravděpodobnosti různých výsledků, anebo kde mají neúplné informace o motivaci ostatních.
Informační asymetrie je protikladem k dokonalé informaci, která je klíčovým předpokladem neoklasické ekonomie. V roce 1996 byla udělena Nobelova pamětní cena za ekonomii Jamesi A. Mirrleesovi a Williamu Vickreymu za jejich „zásadní příspěvky k ekonomické teorii pobídek pokud účastníci trhu mají asymetrické informace“.
To vedlo Nobelův výbor k uznání důležitosti informačních problémů v ekonomii. Později dostali další Nobelovu cenu v roce 2001 George Akerlof, Michael Spence a Joseph E. Stiglitz za jejich „analýzy trhů s asymetrickými informacemi“.

## Z historie
1963Kenneth Arrow analyzoval pro lékařskou péči problém fungování trhu s asymetrickými informacemi a napsal o tom článek pro časopis American Economic Review.
1986Vznikla teorie zvaná vítězovo prokletí. Předpokládá, že na trhu cenných papírů jsou jak investoři informovaní, tak i ti, kteří jsou informovaní méně, a skutečnost, že na trhu se obchodují jak tituly podhodnocené, správně oceněné, tak i tituly nadhodnocené. Informovaní investoři dokáží identifikovat nadhodnocené tituly a neinvestují do nich své prostředky. Naopak málo informovaní investoři investují do trhu jako celku, tedy do každého instrumentu poměrnou část svých prostředků. Aby méně informovaní investoři neprodělávali a neodcházeli pak z trhu a tím nesnižovali poptávku po akciích, musí být některé tituly právě tak podhodnocené, aby těmto investorům kompenzovaly ztráty.
1996, 2001Udělení Nobelovy ceny za ekonomii

## Řešení
Akademická obec široce diskutovala používaná protiopatření ke snížení informační asymetrie.
- Signalizace
- Screening
- Záruky
- Povinné sdělování informací